# The Kid Laroi
The Kid Laroi, pseudonimo di Charlton Kenneth Jeffrey Howard (Sydney, 17 agosto 2003), è un cantautore, rapper e produttore discografico australiano.
È conosciuto principalmente per i singoli So Done, Diva (con Lil Tecca), Without You, Go (con Juice Wrld) e Stay (con Justin Bieber). Il suo mixtape di debutto, F*ck Love, è stato pubblicato il 24 luglio 2020 e ha ottenuto molto successo, debuttando al numero 3 della Billboard 200.
Tra i suoi riconoscimenti, Laroi ha vinto un APRA Award, due ARIA Awards e un National Indigenous Music Award, ed è stato nominato per due American Music Awards, due Grammy Awards, tre MTV Video Music Awards e quattro People's Choice Awards.

## Biografia
Charlton Kenneth Jeffrey Howard nasce il 17 agosto 2003 a Waterloo, sobborgo di Sydney, da una madre indigena e da un padre francese. Howard è parte del popolo aborigeno Kamilaroi, da cui deriva il suo pseudonimo. A 7 anni gli è stata diagnosticata la sindrome di Tourette.
Howard spende gran parte della sua infanzia traslocando in vari luoghi in Australia, per poi stabilirsi a 7 anni a Broken Hill con sua madre e suo zio. A 11 anni suo zio viene assassinato, e la madre torna a Waterloo con Howard, che comincia la sua carriera musicale, influenzata da musica di artisti come Erykah Badu, Tupac Shakur, e i Fugees.

## Carriera

### Gli inizi,14 With A Dream(2015-2019)
Nel 2015, Laroi, che sta usando lo pseudonimo Charlton, conosce il suo ormai ex-mentore e produttore Marcus, o DJ Ladykiller. Formano un duo chiamato Dream Team, e Laroi sceglie il suo pseudonimo corrente. Dopo un po', però, il duo si scioglie. Nel 2018 viene scoperto da DJ Ziggy e ottenne un contratto alla sua etichetta, ART Management. L'EP di debutto di Howard, 14 With A Dream, esce nel 2018, e in quell'anno arriva alla finale di un concorso organizzato dalla radio australiana Triple J. Nel 2019 firma per le etichette discografiche Grade A e Columbia Records. Viene poi notato dal rapper di fama mondiale Juice Wrld, che lo porta nei suoi tour in Australia tra il 2018 ed il 2019.

### La trilogiaF*ck Love(2019-2021)
Nel tardo 2019 Laroi conosce la fama dopo la pubblicazione dei video di Let Her Go e Diva sul canale Lyrical Lemonade. Diva ottiene più di 20 milioni di visualizzazioni, e presenta la collaborazione del rapper Lil Tecca. Entrambi i video musicali sono diretti da Cole Bennett. Nel marzo 2020 pubblica il singolo Addison Rae, che porta il nome della tiktoker omonima. Il mese dopo, esce un singolo di Lil Tjay, chiamato Fade Away, e che vede la partecipazione di Howard. Il 12 giugno pubblica Go con il defunto mentore Juice Wrld, traccia poi inclusa nel suo album F*ck Love, che debutta al 52º posto nella Billboard Hot 100. Nel luglio 2020 è presente nell'album postumo del suddetto, Legends Never Die nella traccia Hate the Other Side: il brano debutta al 10º posto della classifica statunitense. Il 17 luglio pubblica il secondo estratto di F*ck Love, Tell Me Why, dedicato al defunto Juice Wrld. Una settimana dopo, il 24 luglio, pubblica l'album per l'etichetta Columbia Records.
Il 6 novembre 2020 Laroi pubblica una versione deluxe del mixtape di debutto, intitolata F*ck Love (Savage). La riedizione vede la partecipazione di artisti del calibro di Internet Money, Marshmello, YoungBoy Never Broke Again e Machine Gun Kelly. La nuova versione del mixtape ottiene un ottimo successo, grazie soprattutto ai singoli So Done e Without You, che ottengono buoni posizionamenti nella Billboard Hot 100. L'8 dicembre 2020, Howard pubblica anche una collaborazione postuma con Juice Wrld. Il brano campiona il brano di Kim Petras Remind Me.
Il 3 giugno 2021 ha annunciato di avere lasciato la Grade A Productions e di avere firmato con il manager Scooter Braun.
Il 9 luglio 2021 è uscito il singolo Stay, in collaborazione con Justin Bieber, primo estratto dal mixtape F*ck Love 3: Over You. Il 23 luglio 2021 ha pubblicato F*ck Love 3: Over You, che comprende sette nuove tracce più quelle di F*ck Love e F*ck Love (Savage). F*ck Love 3+: Over You, la versione espansa F*ck Love 3: Over You con sei tracce aggiuntive è stata resa disponibile il 27 luglio seguente.

### Nuovo progetto musicale e singoli inediti (2022-presente)
Dopo l'uscita di F*ck Love 3+: Over You, il rapper non pubblica altri singoli nel corso del 2021. Il 22 gennaio 2022, Stay si piazza al secondo posto della classifica Triple J's 2021 Hottest 100, rendendo Laroi il primo artista australiano a raggiungere tale posizione nell'evento. Il 22 aprile seguente pubblica il singolo Thousand Miles assieme al suo video musicale, che ha raggiunto il milione di visualizzazioni su YouTube nell'arco di 24 ore. Nel mese di maggio l'artista annuncia di aver lasciato la Rebel Management di Adam Leber e di aver rinnovato di nuovo con Scooter Braun. Lo stesso mese, Laroi è tornato nella sua città natale per la prima volta dopo il suo trasferimento a Los Angeles, come parte del suo tour di debutto End of the World a supporto del suo mixtape F*ck Love. L'8 luglio pubblica Paris to Tokyo in collaborazione con Fivio Foreign, mentre il 22 luglio compare nel brano Burning Up di Nardo Wick.
Il 12 gennaio 2023 Laroi ha pubblicato un breve trailer su YouTube per il suo album in studio di debutto, The First Time. L'album è supportato dai singoli I Can't Go Back to the Way It Was (Intro), Love Again e Kids Are Growing Up (Part 1). Il 27 gennaio si tiene un concerto virtuale del rapper sul videogioco Fortnite intitolato "Wildest Dreams", mentre a febbraio inizia il Bleed for You Tour, con lo scopo di promuovere il suo primo album. Il 27 febbraio 2023 esce il singolo I Guess It's Love?, una dedica alla festività di San Valentino. Lo stesso giorno viene pubblicato il video ufficiale del brano, nel quale è presente l'allora fidanzata di Laroi, Katarina Deme; al termine del video viene rivelato che l'ultimo singolo dell'album si sarebbe chiamato What Just Happened, rivelando anche la data d'uscita provvisoria dell'album. Nel mese di marzo fa il proprio debutto da attore nel film Y2K diretto da Kyle Mooney. Il 21 aprile appare, insieme a Post Malone, nel singolo What You Say, presente all'interno del sesto album in studio di YoungBoy Never Broke Again intitolato Don't Try This at Home; inoltre, lo stesso giorno, Laroi pubblica il singolo Where Does Your Spirit Go?, contenente un tributo a Juice Wrld. Nello stesso mese si esibisce alla ventiduesima edizione del Festival di Coachella.  A luglio pubblica il brano Forever & Again, incluso nella colonna sonora ufficiale del film Barbie. The First Time è stato pubblicato il successivo 1º novembre, riscuotendo un discreto successo in tutto il mondo; ha raggiunto il terzo posto nelle ARIA Charts e il ventitreesimo posto della Billboard 200.
Nel febbraio 2024 annuncia l'uscita di un documentario su sé stesso intitolato Kids Are Growing Up: A Story About A Kid Named Laroi. Il 12 novembre ha inaugurato il The First Time Tour in Australia, aprendolo con un concerto tutto esaurito all'Home of the Arts di Gold Coast. Alla fine del mese viene pubblicato l'ultimo progetto postumo di Juice Wrld, intitolato The Party Never Ends: al suo interno è presente la traccia Goodbye, cantata interamente da Laroi e che rende omaggio al proprio mentore.
Nel marzo 2025 The Kid Laroi è stato eletto il miglior artista maschile nato nel XXI secolo da Billboard. L'8 aprile seguente l'artista ha accennato all'uscita di un nuovo singolo di nome How Does It Feel? tramite un post su Instagram, mentre il giorno seguente ha pubblicato uno snippet del brano. Il brano è stato ufficialmente pubblicato il 20 giugno.

## Vita privata
Attualmente il rapper vive con la madre e con il fratello minore, Austin, a Chatsworth, distretto di Los Angeles in California. Howard si considera un ambasciatore per l'Australia e vuole mostrare al mondo ciò che ha da offrire.
Nel 2020, Howard ha iniziato una relazione con l'influencer e star di TikTok Katarina Deme, conclusasi nel 2023. Dal 2024, ha iniziato una relazione con la cantautrice e ballerina Tate McRae.
La moda è stata una parte importante della trasformazione di Howard da residente di Redfern a star internazionale. Howard ha spiegato a Spout Podcast che in Australia non aveva molti soldi e indossava molte tute sportive. Da quando si è trasferito in California, lo stile di Howard è passato a marchi di lusso come Celine, Louis Vuitton, Comme des Garçons, infatti è noto per il suo amore per i maglioni lavorati a maglia. Howard è apparso in editoriali di stile come Flaunt e Wonderland nell'autunno 2021.

## Discografia
- 2023 – The First Time

## Riconoscimenti
- American Music Awards
  - 2021 – Candidatura all'Artista rivelazione dell'anno[68]
  - 2021 – Candidatura all'Album pop preferito per F*ck Love[68]
- ARIA Music Awards
  - 2020 – Candidatura alla Miglior pubblicazione hip hop per F*ck Love[69]
  - 2020 – Candidatura al Miglior artista maschile per F*ck Love[69]
  - 2020 – Candidatura al Miglior artista rivelazione per F*ck Love[69]
  - 2021 – Miglior artista per Stay[70]
  - 2021 – Miglior pubblicazione pop per Stay[70]
  - 2021 – Candidatura alla Miglior pubblicazione hip hop per Without You[70]
  - 2021 – Candidatura alla Canzone dell'anno per Without You[70]
- Billboard Music Awards
  - 2022 – Candidatura al Miglior nuovo artista[71]
  - 2022 – Candidatura al Miglior album rap per F*ck Love[71]
  - 2022 – Miglior canzone per Stay[71]
  - 2022 – Canzone più riprodotta per Stay[71]
  - 2022 – Candidatura alla Miglior canzone radiofonica per Stay[71]
  - 2022 – Miglior collaborazione per Stay[71]
  - 2022 – Miglior canzone globale per Stay[71]
  - 2022 – Miglior canzone globale (Stati Uniti d'America esclusi) per Stay[71]
- Bravo Otto
  - 2021 – Rivelazione nazionale o internazionale (argento)[72]
- BreakTudo Awards
  - 2021 – Candidatura alla Rivelazione internazionale[73]
  - 2021 – Collaborazione internazionale per Stay[73]
- BRIT Awards
  - 2022 – Candidatura alla Canzone internazionale dell'anno per Stay[74]
- Danish Music Awards
  - 2021 – Candidatura alla Hit internazionale dell'anno per Stay[75]
- E! People's Choice Awards
  - 2021 – Candidatura all'Artista rivelazione del 2021[76]
  - 2021 – Candidatura alla Canzone del 2021 per Stay[76]
  - 2021 – Candidatura al Video musicale del 2021 per Stay[76]
  - 2021 – Collaborazione del 2021 per Stay[76]
- Circle Chart Music Awards
  - 2022 – Star internazionale in ascesa dell'anno per Stay[77]
- Grammy Awards
  - 2022 – Candidatura al Miglior artista esordiente[78]
- iHeartRadio Music Awards
  - 2022 – Candidatura alla Canzone dell'anno per Stay[79]
  - 2022 – Miglior collaborazione per Stay[80]
  - 2022 – Candidatura al Miglior nuovo artista pop[79]
  - 2022 – Candidatura al Miglior video musicale per Stay[79]
  - 2022 – Candidatura al TikTok Bop of the Year per Stay[79]
  - 2022 – iHeartRadio Chart Ruler Award per Stay[80]
- J Awards
  - 2020 – Candidatura all'Album dell'anno per F*ck Love[81]
- Japan Gold Disc Awards
  - 2022 – Canzone occidentale dell'anno in streaming per Stay[82]
- Juno Awards
  - 2022 – Candidatura all'Album internazionale dell'anno per F*ck Love[83]
- Kids' Choice Awards
  - 2022 – Collaborazione preferita per Stay[84]
- LOS40 Music Awards
  - 2021 – Candidatura al Miglior artista o gruppo rivelazione internazionale[85]
  - 2021 – Candidatura al Miglior album internazionale per F*ck Love 3+: Over You[85]
  - 2021 – Candidatura alla Miglior canzone internazionale per Without You[85]
- MTV Europe Music Awards
  - 2020 – Candidatura al Miglior artista australiano[86]
  - 2021 – Candidatura alla Miglior canzone per Stay[87]
  - 2021 – Candidatura al Miglior artista rivelazione[87]
  - 2021 – Candidatura alla Miglior collaborazione per Stay[87]
  - 2021 – Candidatura al Miglior artista MTV Push[87]
  - 2021 – Candidatura al Miglior artista australiano[87]
- MTV Video Music Awards
  - 2021 – Candidatura al Miglior artista esordiente[88]
  - 2021 – Candidatura all'Esibizione Push dell'anno per Without You[88]
  - 2021 – Candidatura alla Canzone dell'estate per Stay[88]
  - 2022 – Candidatura alla Canzone dell'anno per Stay[89]
  - 2022 – Candidatura alla Miglior collaborazione per Stay[89]
  - 2022 – Candidatura ai Migliori effetti speciali per Stay[89]
- NME Awards
  - 2022 – Candidatura alla Miglior canzone nel mondo per Stay[90]
- NRJ Music Awards
  - 2021 – Candidatura alla Rivelazione internazionale dell'anno[91]
  - 2021 – Candidatura alla Collaborazione internazionale dell'anno per Stay[91]
  - 2021 – Candidatura alla Canzone internazionale dell'anno per Stay[91]
  - 2021 – Candidatura alla Clip dell'anno per Stay[91]
- Rockbjörnen
  - 2022 – Candidatura alla Canzone straniera dell'anno per Stay[92]